# Stazione di Catania Borgo
La stazione di Catania Borgo era un'importante stazione della ferrovia Circumetnea, l'unica ferrovia a scartamento ridotto della Sicilia rimasta in esercizio. Situata nel territorio urbano di Catania, nel quartiere Borgo, era il capolinea urbano del servizio ferroviario offerto dalla Circumetnea.
Sottostante ad essa, si trova l'omonima stazione della metropolitana di Catania, la quale consente il collegamento via ferro con la stazione di Catania Centrale, e il centro cittadino.
La stazione era presenziata.

## Storia

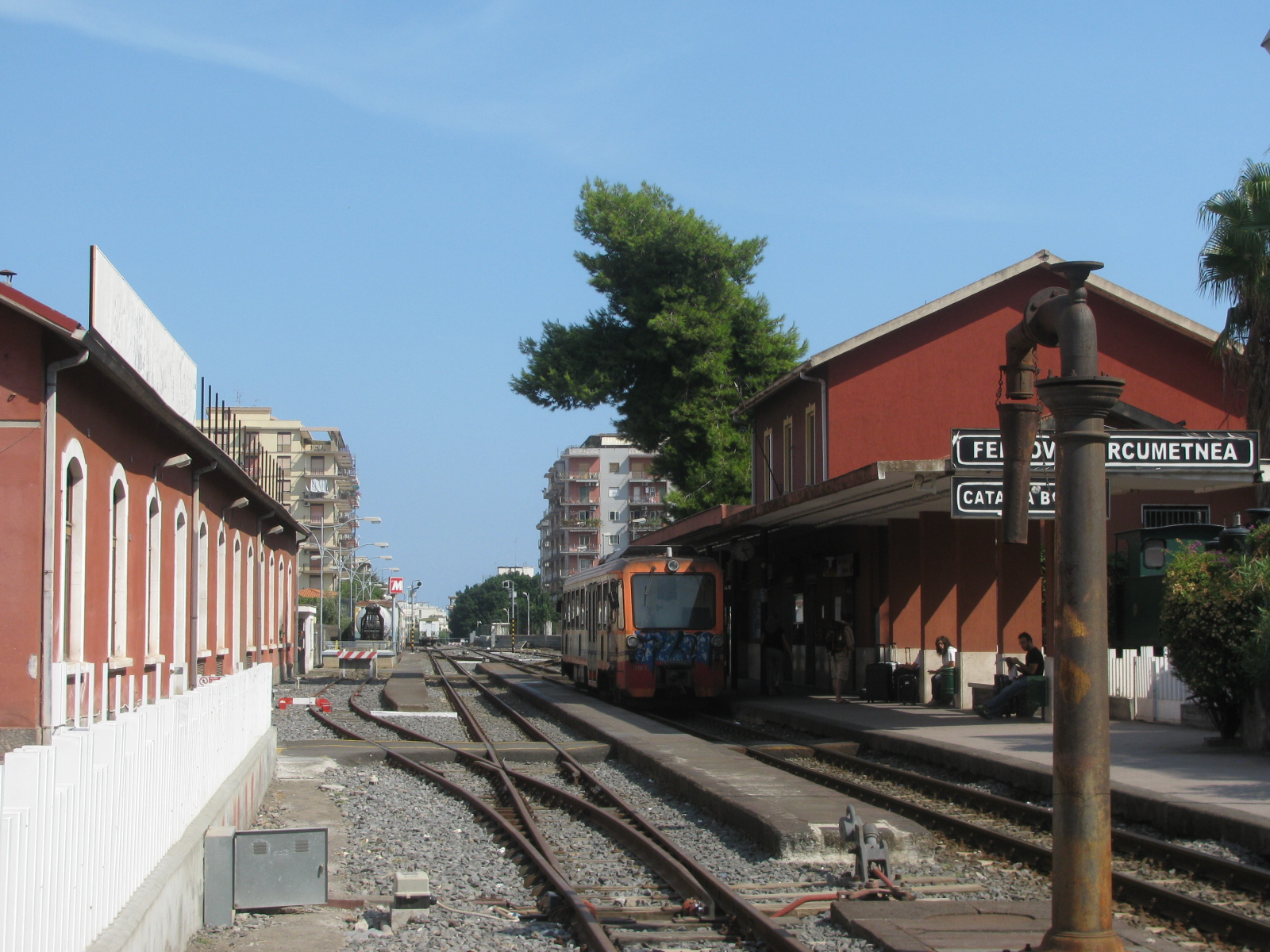
La stazione di Catania Borgo e L'ADe 24 (serie ADe 21-25).
In primo piano (sulla destra), si può notare l'antico rifornitore d'acqua per le locomotive a vapore, 24 settembre 2011.

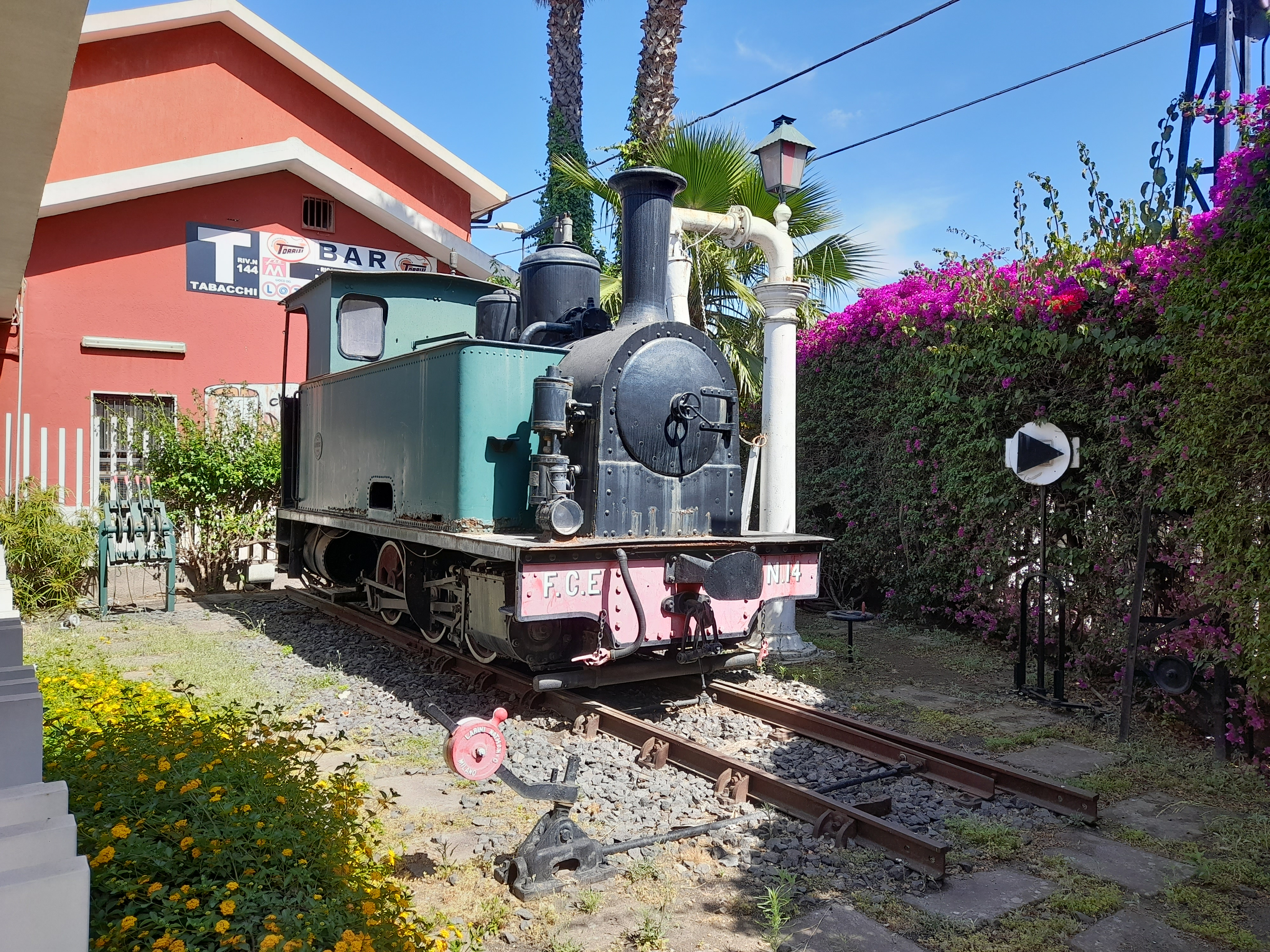
La locomotiva a vapore n.14 (serie V 1-3), denominata "La Meuse", esposta alla stazione di Catania Borgo.

I lavori per la costruzione della ferrovia e dei suoi impianti ebbero inizio nel 1889. Il 2 febbraio 1895 venne messo in servizio il primo tratto, da Catania Borgo ad Adernò (oggi Adrano) e con esso anche gli impianti fissi tra cui la suddetta stazione.
Il collegamento ferroviario della stazione di Catania Borgo con la stazione di Catania Porto e il fascio binari marittimo venne inaugurato il 10 luglio 1898.
All'atto della costruzione la stazione si trovava in zona periferica e decentrata rispetto al centro cittadino; con il passare degli anni è stata inglobata dalla città cresciuta ormai a dismisura in direzione nord.
A seguito della costruzione della prima tratta della metropolitana di Catania al di sotto della stazione è stata costruita la stazione sotterranea a cui si accede per mezzo di una scala posta all'estremità est del marciapiede del secondo binario di stazione, proprio in corrispondenza dell'ingresso pedonale del deposito locomotive e dall'esterno della stazione proprio di fronte al fabbricato.

### La dismissione a favore della metropolitana di Catania
Dal 15 giugno 2024, in concomitanza alla chiusura della tratta alla tratta Catania Borgo-Paternò, la stazione è stata definitivamente dismessa dal servizio ferroviario; la motivazione è data dalla dichiarata interferenza della linea di superficie con i cantieri (in corso di apertura) per lavori di costruzione della metropolitana di Catania.

## Strutture e impianti

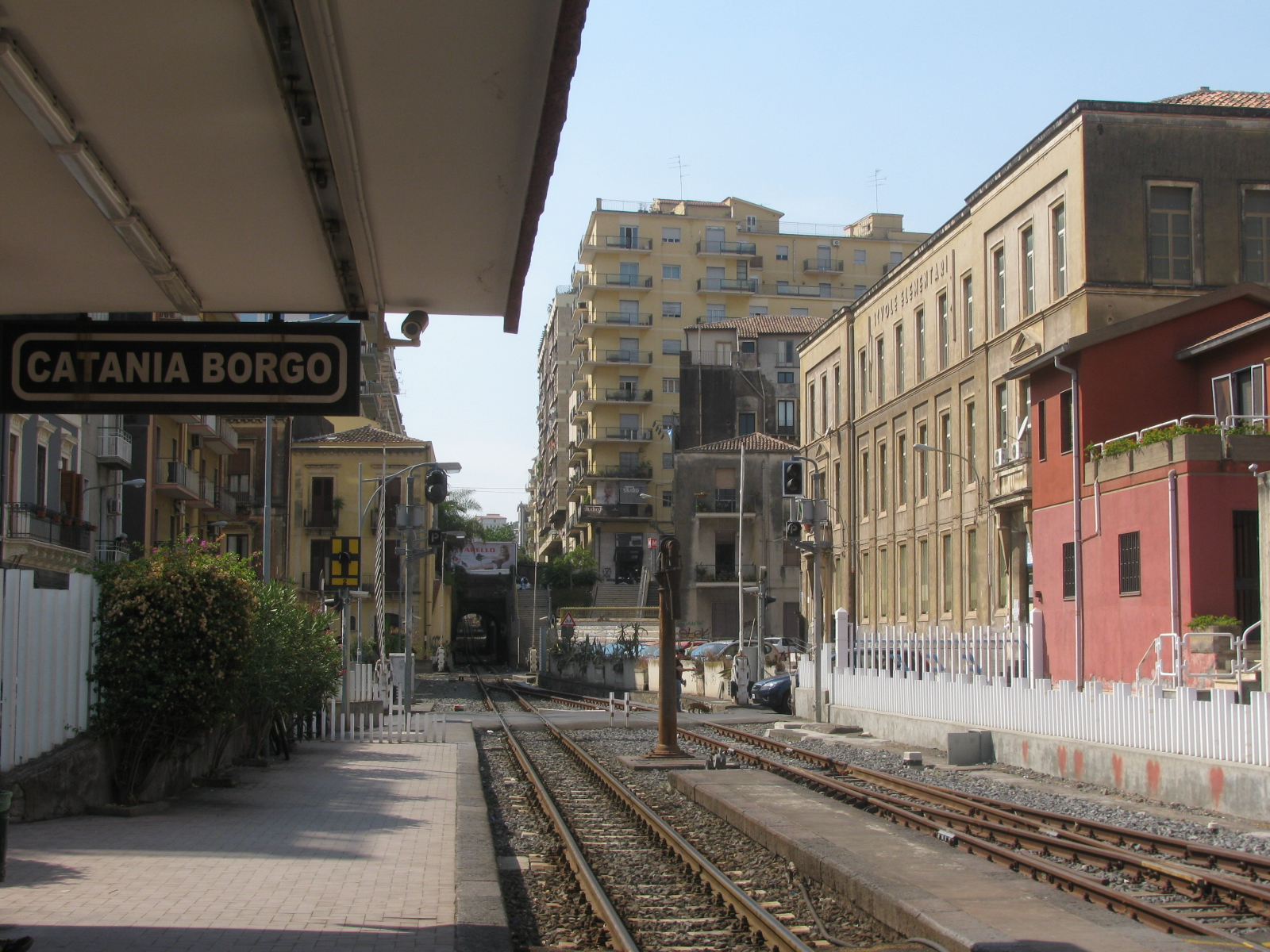
La stazione di Catania Borgo, vista dal lato dei binari (lato Riposto).
Fra il primo ed il secondo binario, si può notare l'antico rifornitore d'acqua per le locomotive a vapore, 24 settembre 2011.

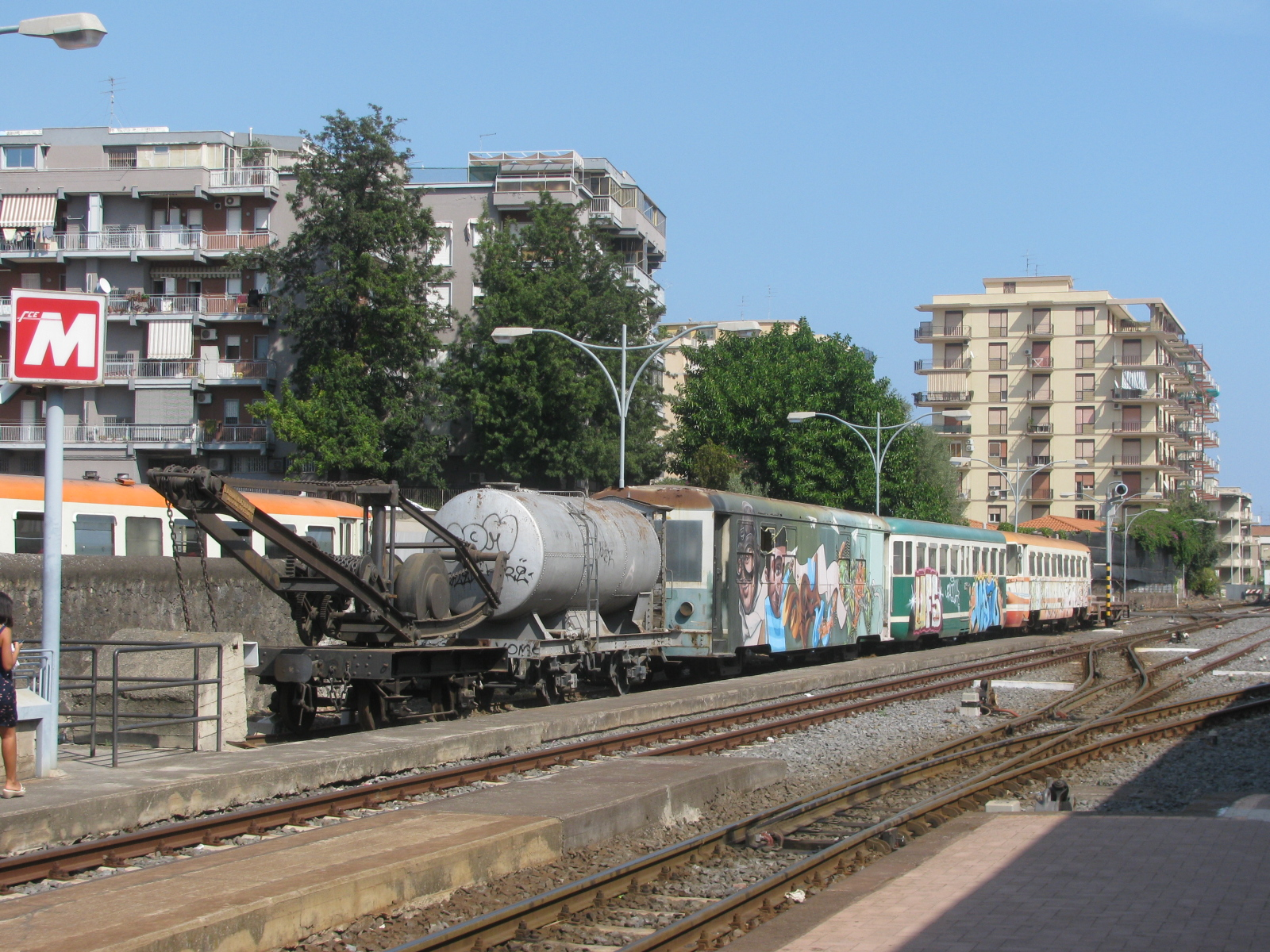
Alcuni rotabili accantonati presso la stazione di Catania Borgo, fra cui la carrozza n. 04, la rimorchiata "Ranieri" R.551 (serie R.551-552), e la RALn 6401 (serie RALn 64), 24 settembre 2011.

La stazione di Catania Borgo era situata nella zona medio alta della città di Catania, a sinistra della centralissima via Etnea, la quale veniva sottopassata dai binari mediante una breve galleria. L'edificio di stazione era posto a sud del fascio binari viaggiatori, ed era fornito di un bar-ristoro e un ufficio turistico di assistenza clienti. Sul lato nord dei binari, erano ubicati gli uffici direzionali e amministrativi, e il deposito locomotive con le annesse officine sociali di manutenzione e riparazione.
Il fascio binari principali era costituito da due binari interconnessi da due scambi di estremità e da un binario tronco collegato al secondo binario da uno scambio solo dal lato ovest. Sul lato est il fascio binari era più ampio con vari binari tronchi e l'asta di manovra per l'ingresso nel deposito locomotive.
Sul primo binario era presente una pensilina collegata al fabbricato di stazione, al termine della quale, nel giardinetto è posto un piccolo museo all'aperto, con la locomotiva a vapore n.14 (ex Alifana), di costruzione belga (La Meuse), restaurata splendidamente e posta su un deviatoio manuale, un sistema di comando a leve per segnali e scambi a filo, un segnale di protezione ad ala semaforica su traliccio, un cartello monitore di divieto in ghisa, e al lato del primo binario, una colonna idraulica di rifornimento per locomotive a vapore.

## Servizi
La stazione è dotata di:
- Annuncio sonoro annunciante l'arrivo dei treni;
- Biglietteria a sportello;
- Biglietteria automatica;
- Sala d'attesa;
- Ufficio informazioni turistiche;
- servizi igienici;
- Bar.

## Interscambi
Nella stazione sottostante avveniva l'interscambio con la metropolitana di Catania per il centro della città e la stazione di Catania Centrale delle FS.
Nell'adiacente via Etnea è possibile lo scambio di viaggiatori con le linee urbane e suburbane di autobus.
- Fermata metropolitana.
- Fermata autobus urbani AMTS (Catania) e suburbani AST.